# Utica, Nebraska
Utica är en ort (village) i Seward County i Nebraska. Vid 2010 års folkräkning hade Utica 861 invånare.